# Echeveria chapalensis
Echeveria chapalensis là một loài thực vật có hoa trong họ Crassulaceae. Loài này được Moran & C.H.Uhl miêu tả khoa học đầu tiên năm 1989.